# Campionati canadesi di sci alpino 1983
I Campionati canadesi di sci alpino 1983 si svolsero a Le Relais, Mont-Sainte-Anne e Stoneham; furono assegnati i titoli di discesa libera, slalom gigante e slalom speciale, sia maschili sia femminili, e di supergigante femminile.

## Risultati

### Uomini

#### Discesa libera
| Pos. | Atleta          | Nazione |
| ---- | --------------- | ------- |
| 1    | Steve Podborski | Canada  |
| 2    | ?               | ?       |
| 3    | ?               | ?       |

#### Slalom gigante
| Pos. | Atleta        | Nazione |
| ---- | ------------- | ------- |
| 1    | Michael Tommy | Canada  |
| 2    | ?             | ?       |
| 3    | ?             | ?       |

#### Slalom speciale
| Pos. | Atleta          | Nazione |
| ---- | --------------- | ------- |
| 1    | François Jodoin | Canada  |
| 2    | ?               | ?       |
| 3    | ?               | ?       |

### Donne

#### Discesa libera
| Pos. | Atleta         | Nazione |
| ---- | -------------- | ------- |
| 1    | Gerry Sorensen | Canada  |
| 2    | ?              | ?       |
| 3    | ?              | ?       |

Località: Mont-Sainte-Anne

#### Supergigante
| Pos. | Atleta          | Nazione |
| ---- | --------------- | ------- |
| 1    | Lynn Lacasse    | Canada  |
| 2    | ?               | ?       |
| 3    | Liisa Savijarvi | Canada  |

Località: Mont-Sainte-Anne

#### Slalom gigante
| Pos. | Atleta          | Nazione |
| ---- | --------------- | ------- |
| 1    | Liisa Savijarvi | Canada  |
| 2    | ?               | ?       |
| 3    | Gerry Sorensen  | Canada  |

Località: Stoneham

#### Slalom speciale
| Pos. | Atleta | Nazione |
| ---- | ------ | ------- |
| 1    | ?      | ?       |
| 2    | ?      | ?       |
| 3    | ?      | ?       |

Località: Le Relais